# Gingipain R
Gingipain R (EC 3.4.22.37, Arg-gingipain, gingipain-1, argingipain, Arg-gingivain-55 proteinaza, Arg-gingivain-70 proteinaza, Arg-gingivain-75 proteinaza, arginin-specifična cisteinska proteaza, arginin-specifična gingipain, arginin-specifični gingivain, RGP-1, RGP) je enzim. Ovaj enzim katalizuje sledeću hemijsku reakciju
Hidroliza proteina i malih molekula, sa preferencijom za Arg u P1
Ovu endopeptidazu izlučuje bakterija Porphyromonas gingivalis.

## Literatura
- Nicholas C. Price; Lewis Stevens (1999). Fundamentals of Enzymology: The Cell and Molecular Biology of Catalytic Proteins (Third изд.). USA: Oxford University Press. ISBN 019850229X.
- Eric J. Toone (2006). Advances in Enzymology and Related Areas of Molecular Biology, Protein Evolution (Volume 75 изд.). Wiley-Interscience. ISBN 0471205036.
- Branden C; Tooze J. Introduction to Protein Structure. New York, NY: Garland Publishing. ISBN 0-8153-2305-0.
- Irwin H. Segel. Enzyme Kinetics: Behavior and Analysis of Rapid Equilibrium and Steady-State Enzyme Systems (Book 44 изд.). Wiley Classics Library. ISBN 0471303097.

## Spoljašnje veze
- Gingipain+R на 